# 289085 Andreweil
289085 Andreweil è un asteroide della fascia principale. Scoperto nel 2004, presenta un'orbita caratterizzata da un semiasse maggiore pari a 2,3044501 UA e da un'eccentricità di 0,1258537, inclinata di 6,03167° rispetto all'eclittica.
L'asteroide è dedicato al matematico francese André Weil.